# ある愛の詩 (倉沢淳美の曲)
「ある愛の詩」（あるあいのうた）は、倉沢淳美が1984年7月11日にリリースした2枚目のシングル。

## 解説
- オリコンで最高位17位に終わるなど前作の「プロフィール」と比べると売り上げ的には不振に終わった。
- この曲の歌詞には「ロッキー」、「ジョーズ」等の有名映画のタイトルが盛り込まれていたりとユニークな歌詞として話題になった。

## 収録曲
1. ある愛の詩（3分40秒）
作詞：康珍化／作曲・編曲：馬飼野康二
2. 7月11日現在（3分54秒）
作詞・作曲：森雪之丞／編曲：大谷和夫